# Oasis (Californie)
Pour les articles homonymes, voir Oasis (homonymie).
Oasis est une census-designated place du comté de Riverside, dans l'État de Californie, aux États-Unis,. En 2020, elle compte une population de 4 468 habitants.